# Rotenboden
Rotenboden (también llamado Rotaboda) es un pueblo de Liechtenstein, localizado en el municipio de Triesenberg. Es un pueblo de montaña que se encuentra encima de Vaduz y Triesen, en el centro del país al norte de Triesenberg.